# Suchy Dąb
Suchy Dąb (deutsch Zugdam, kaschubisch Sëchi Dãb) ist ein Dorf in Polen und liegt im Powiat Gdański der Woiwodschaft Pommern. Es ist Sitz der gleichnamigen Landgemeinde.
Der Ort liegt am Fluss Motława (Mottlau).

## Sehenswürdigkeiten

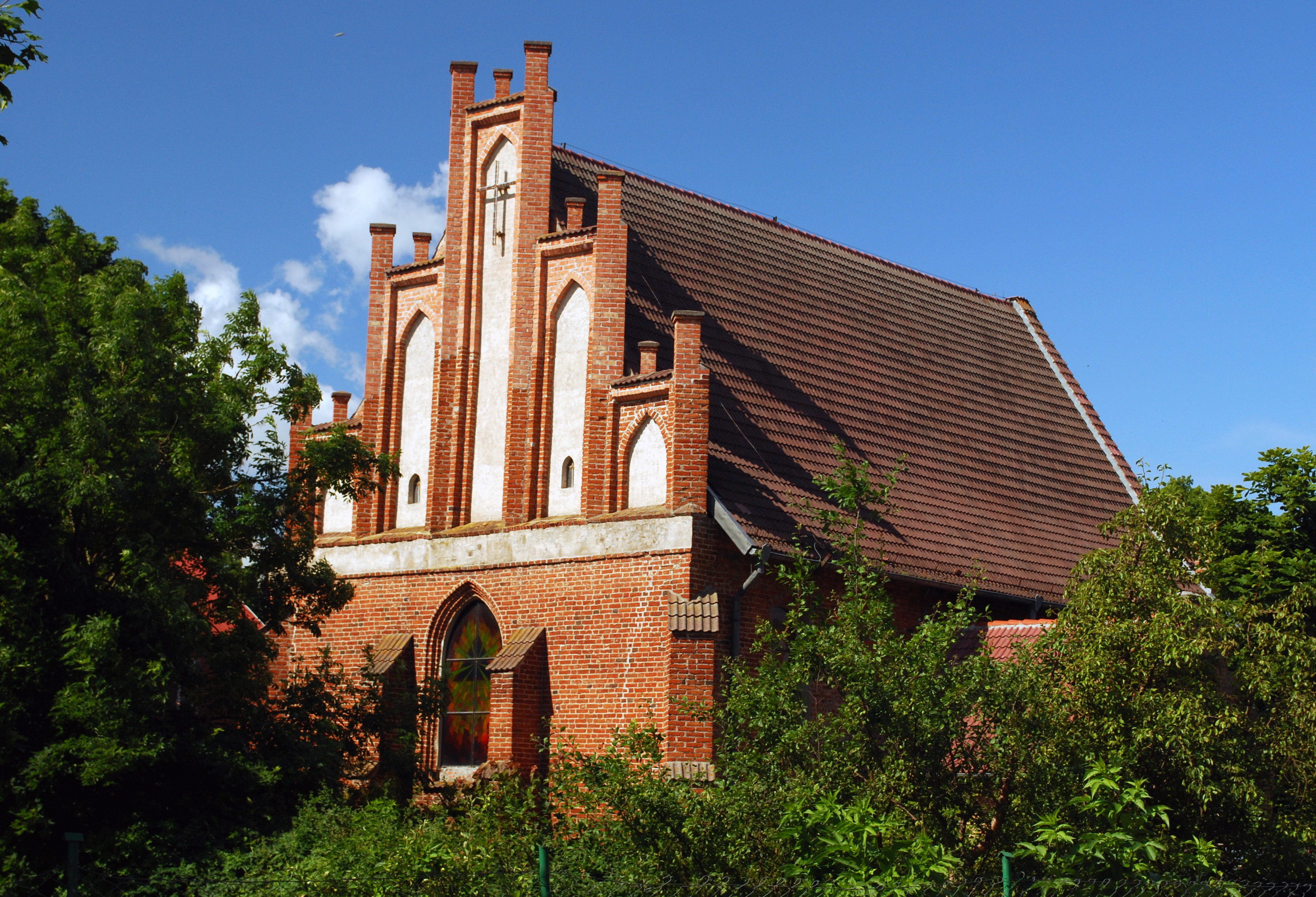
St. Annenkirche von Zugdam

- Die alte St.-Annen-Kirche von Zugdam liegt direkt am Fluss Mottlau.
- Ein Naturdenkmal ist die 700-jährige Eiche von Zugdam, sie wurde in das Wappen der Landgemeinde aufgenommen und gab dem Ort den heutigen Namen „trockene Eiche“.

## Persönlichkeiten
- Lothar Rettelsky/Rethel (* 1895 in Zugdam; † 1981) Landwirt, SS-Führer und Politiker (NSDAP).